# 帯方郡
帯方郡（たいほう-ぐん）は、204年から313年の109年間、古代中国によって朝鮮半島の中西部に置かれた郡である。楽浪郡の南半を割いた数県（晋代では7県〈『晋書地理志』〉）と、東の濊、南の韓、南端の倭（半島南端）がこれに属す。後漢から魏、西晋の時代にかけ、郡の経営や羈縻支配を通じて韓・倭という東夷地域へ中国の文化や技術を持ち込んだほか、直轄となった魏朝以降には華北の中国文化の窓口としても重要な役割を果たした。郡の長が太守であり、その配下の官吏と軍団の在する郡役所が郡治である。帯方郡治は、楽浪郡治（平壌）の南方にあったことは確かだが、詳しい位置については諸説ある（後述）。

## 帯方郡の歴史
後漢の末、中平6年（189年）に中国東北部の遼東太守となった公孫度は、勢力を拡大して自立を強め、後漢の放棄した朝鮮半島へ進出、現在の平壌付近から漢城北方にかけての一帯にあった楽浪郡を支配下に置いた。その後を継いだ嫡子・公孫康は、楽浪郡18城の南半、屯有県（現・黄海北道黄州か）以南を割いて帯方郡を分置した。その正確な時期は不明であるが早ければ建安9年（204年）頃かともされる。これにより南方の土着勢力韓・濊族を討ち「是より後、倭・韓遂に帯方に属す」という朝鮮半島南半の統治体制を築く。郡治とは、その周囲の数十県（城）の軍事・政治・経済を束ねる一大機構であり、個々の県治よりもひときわ大きな城塞都市であった。公孫康はほどなく魏の曹操に恭順し、その推薦によって後漢の献帝から左将軍・襄平侯に任ぜられ、帯方郡も後漢の郡として追認された。
公孫康の死後、その子・公孫淵が幼いために公孫康の実弟・公孫恭が後を継ぎ、後漢の献帝から禅譲を受けた魏朝の文帝（曹操の子・曹丕）により、車騎将軍・襄平侯に封じられた。しかし、太和2年（228年）成長した公孫康の子の公孫淵は叔父・公孫恭の位を奪い取り、魏の曹叡（明帝）からの承認も取りつけて揚烈将軍・遼東太守に任ぜられる。公孫淵は、祖父以上に自立志向が強く、魏朝の仇敵である呉の孫権との同盟を画策し、最終的には、魏から受けた大司馬・楽浪公の地位を不足とし、景初元年（237年）反旗を翻して独立を宣言。遼東の襄平城で燕王を自称するにいたる。帯方郡も楽浪郡もそのまま燕に属した。
翌年（238年）魏の太尉・司馬懿の率いる四万の兵によって襄平城を囲まれ、長期の兵糧攻めにあって公孫淵とその子・公孫脩は滅びる。これまで帯方郡は「後漢─魏─燕」と、形式的にはその所属に変遷があったが、実質的は一貫して公孫氏の領有下にあり、韓や倭といった東夷からの朝貢は公孫氏が受け取っていたと思われる。

### 魏の直轄経営
襄平城の攻城戦の最中であろうか、魏は劉昕と鮮于嗣をそれぞれ帯方太守、楽浪太守に任じ、両者を密かに海路で、山東半島から黄海を越えて朝鮮半島に派遣。帯方郡と楽浪郡の2郡を掌握させた。帯方郡はこれにより魏の直轄地となる。太守・劉昕は、周辺の東濊・韓族の首長に邑君あるいは邑長の印綬を賜与し、魏との冊封関係を改めて結び直した。邪馬台国・卑弥呼も、景初2年（238年。『魏志倭人伝』の記述は誤りで、景初3年が正しいとする説もある）6月に、この新生・帯方郡の地へ、朝貢使の難升米を派遣したわけである。このとき太守は劉夏であったが、彼は郡の官吏を付けて後漢の都・洛陽まで難升米の一行を送らせた。
正始元年（240年）にさらに異動があり、新太守となった弓遵は、魏の詔書・金印紫綬を配下の梯儁に持たせて卑弥呼のもとへ送った。ところがこの弓遵は、同6年（245年）に嶺東へ遠征して東濊を討った後、それまで帯方郡が所管していた辰韓八国を楽浪郡へ編入することになり、その決定を現地に伝えた際、通訳が誤訳を犯して韓族を激怒させ郡内の韓族が帯方郡の崎離営を襲った。これを弓遵と楽浪太守の劉茂が兵を興して討ち、魏軍は韓族を滅亡させたが弓遵は戦死した。
同8年（247年）弓遵から引き継いだ太守・王頎は、倭の使者から邪馬台国と狗奴国との交戦の報告を受け、魏は少帝の詔書と黄幢を携えた塞曹掾史（辺境の外交事務を所管する役職）の張政を派遣した。
ここまでの帯方郡の動きは『三国志』からつぶさに知れる。歴代太守の記録を見ると、戦死した弓遵の例を除き、外交官としての非軍事的活動が主であることに気づく。また、その頻繁な人事異動は（8年間で4人の太守）、帯方郡の軍閥化を防ぎ第2の公孫氏を生まぬようにするための魏の基本方針と推測される。

### 帯方郡の滅亡
泰始元年（265年）に魏の重臣であった司馬炎（懿の孫、後の晋の武帝）が魏の曹奐（元帝）から禅譲を受けて晋朝（西晋）を興すが、その新しい王朝の繁栄も長くは続かず、永康元年（300年）身内の八王の乱ですっかり混迷状態に陥った。この時代、帯方郡に属する県は、帯方・列口・南新・長岑、提奚、含資、海冥の7県であった（『晋書地理志』）。
建興元年（313年）遼東へ進出した高句麗が南下して楽浪郡を占領すると、朝鮮半島南半に孤立した帯方郡は晋の手を離れ情報も途絶した。元の帯方郡や楽浪郡南部に残された漢人の政権や都市は、東晋を奉じて5世紀初頭までの存続が確認されているが、5世紀前半には百済によって征服され、5世紀後半に入ると南下した高句麗が百済を駆逐して支配下へ置いた。

### 帯方郡滅亡後
隋の煬帝の治世、朝鮮半島をめぐり隋と高句麗との関係が緊張したとき、国際通の政治家、裴矩は煬帝に朝鮮半島領有の必要を説いて次のように言った。

## 倭との関係
帯方郡の滅亡後も地理的概念として帯方の名は残っていたようで、『広開土王碑文』によると404年に倭から百済征伐の形で北侵し、帯方界（旧帯方郡の境界?）に進入して高句麗と戦ったが無数の将兵を失ったという。
当時の朝鮮半島には中国系の人々が多くいた。314年頃に高句麗が西晋の朝鮮半島における出先機関である帯方郡を滅ぼすが、帯方郡の中国系の役人や知識人がすべて西晋に帰国できたわけではない。多くは高句麗に吸収、高句麗の支配機構の整備に利用された。高句麗が府官制をもっとも早くに導入できたのには、そうした背景がある。帯方郡からそのまま南に避難すると百済に行き着き、百済もそうした中国系の人々を国家形成に活用した。中国系の人々は朝鮮の権力に取り込まれながら世代を重ね、朝鮮の権力者にとって中国系知識人のもつ知識は魅力的であり、また中国系の人々にとっては知識は生き残るために必須の手段であり、世代を超えて継承された。そうした知識を身につけた中国系の人々が、4世紀から5世紀初頭にかけて倭国に渡来した。倭国もまた中国の知識を重視し、高句麗や百済が中国系知識人を活用するなか、自国が後れを取ることに危機感をもっていたであろうし、中国系知識人は倭国王の直属の側近として権力者と政治的に結びつくことで、自らの立場を確保しようとした。倭国王にとっても、中国系知識人との直接的な関係は日本列島の豪族たちに対するアドバンテージになり得るものとして歓迎され、倭国王と中国系渡来人は日本列島で共依存的な関係となる。関晃は、「百済、新羅、任那（加羅）などの朝鮮各地から来た人々であるが、その中には前漢以来朝鮮の楽浪郡や帯方郡に来ていた中国人の子孫で各地に分散していたものもかなり含まれており、そのもたらした文化も主として漢・魏を源流とする大陸文化だったとみられる」と述べている。八幡和郎は、「文明を伝えた帰化人は百済から来てもほとんど漢族…楽浪郡などの残党の漢人たちが日本に文化と技術を持って来た…大陸から直接に渡ってきた人もいたでしょうが、多くが百済経由でした。…この時代には、漢文の読み書きがよくできるのは、日本でも半島でもだいたい漢族に限られていましたし、高度の技術を持つ人たちも同じでした」と述べている。

## 帯方郡治はどこにあったか
楽浪郡治の所在地が、現在の平壌の郊外、市街地とは大同江を挟んだ対岸にある楽浪土城（平壌市楽浪区域土城洞）にあったことに異論はない。土塁で囲まれた東西700m、南北600mの遺構に、当時のさまざまな遺物のほか、官印「楽浪太守章」の封泥（封印の跡）までもが出土し、考古学的に明らかにされた状態といえる。これに対して、帯方郡治の比定地については決め手がなく、現代の38度線を挟んで諸説ある。『魏志倭人伝』では、帯方郡が邪馬台国への旅の出発点であるだけに、かの邪馬台国論争からの関心も厚い。

### 南方説
ソウル説と広州説がある。広州は最初の百済の都であり、3世紀の馬韓の「伯済国」は広州にあったともされる。この二説は必ずしも対立するものではなく、初期には広州にあった帯方郡がソウルに遷り、その跡地に百済が興ったとも考えられる。
京畿道ソウル説
現在のソウルに帯方郡治があったとする説（関野貞、小田省吾、白崎昭一郎、坂田隆、江上波夫など）。『漢書地理志』には、前漢時代の楽浪郡25県の1つとして帯方県が記され、「帯水、西して帯方に至り海に入る」とある。この「帯水」とはどの川かとなるが、同書には明らかに大同江を指し示す「列水」がある以上、「帯水」を大同江のことと解する余地はない。最有力なのは中部を西流する大河の漢江であり、その河口部のソウルこそが帯方郡治であったという論法になる。このような文献解釈としての説得性が南方説の強みであり、最も古典的な説でもある。
京畿道広州説
ソウルの東南40kmの広州を帯方郡治に比定する説（岡田英弘、ソウルか広州のどちらかだろう〈前掲書〉）。上記のソウル説と根拠はほぼ同じで、広い意味では「ソウル近隣説」ともいえる。漢江を河口から遡ると、ソウルを過ぎて北上する北漢江と南東に向かう南漢江に分かれる。「帯水、西して帯方に至り海に入る」の「帯水」を北漢江ではなく南漢江と解すれば、帯方郡治を広州と考えることも可能である。広州はいまでこそ目立たぬ小村であるが、百済の最初の王都・慰礼城とはここであった。古代の邑城が、海からはやや離れ、少し河口を遡った小高い地に多く存在することを考えると、むしろソウルよりも相応しい場所といえる。
南方説の問題点としては、ソウルを中心として風納里土城、夢村土城、石村洞古墳群などの発掘が行なわれたものの、めぼしい発見は未だないことである。ソウルも広州も古学的裏付けが乏しく、郡治があった痕跡は希薄である。

### 北方説
鳳山郡説と安岳郡説がある。ともに考古学上の見地から唱えられた。この両説も南方説の場合と同じく、郡治所の移動がありうることを考えれば、必ずしも対立するものではない。
黄海北道鳳山郡説
平壌から南へ50km、黄海北道鳳山郡沙里院にある唐土城を帯方郡治に比定する説（那珂通世、白鳥庫吉、榎一雄、今西龍、井上光貞、井上秀雄、鳥越憲三郎など）。楽浪郡址と同時代の瓦・塼（煉瓦）・銭などが出土しているほか、1912年に付近の古墳群からは「帯方太守 張撫夷塼」と刻まれた塼槨墓が見つかるなど考古学的な発見は多い。
黄海南道安岳郡説
平壌の南西60km、安岳郡に比定する説。付近には「元康5年（295）」銘塼のある下雲洞古墳、「太康9年（288年）」銘塼出土の柳雲里北洞があり、楽浪墓制と同じく、漢人の塼槨墓がこの地にも数多く営まれたことを窺わせる。大同江河口の入江を扼する位置にあり、中国遼東半島、山東半島のどちらにも近いという海上交通の要地でもある。
北方説の問題点として、黄海北道や黄海南道では、楽浪郡に近すぎて2つに郡を分けた意味が無いという批判がある。また北方説では「韓、帯方の南にあり……方四千里ばかり」（『魏志韓伝』）という1辺4,000里の正方形にはならず、縦長の長方形になってしまい記述に合わない。この2点を掲げて批判する南方説の支持者は日本や韓国や中国に多い。第三に、中国の歴代の史書では百済の起源について帯方郡との関係をいう場合が多く、南方説では馬韓伯済国（京畿道広州）が帯方郡（京畿道広州）の跡地に存在していたか、近隣の帯方郡（京畿道ソウル）に進出したと解釈されているが、北方説では百済の発祥の地と帯方郡が離れすぎて説明が不可能になってしまうという問題点がある。

### 帯方郡の疆域
北方説の考古学的根拠は、必ずしも帯方郡治（帯方県）の位置を確定するものではないが、帯方郡の領域が安岳郡や鳳山郡まで広がっていたとする論拠としては問題ない。最近の説では、鳳山郡・安岳郡・信川郡など載寧江流域の一帯には、他国からの流入者・亡命者などを含めた中国人社会が（帯方郡治所のあった場所が北方か南方かにかかわらず）形成されていたという見解（東潮・前掲書）が、これらの地に塼槨墓が存在する理由を合理的に説明しうるものとして注目されている。この上で、もし郡治がソウルか広州にあったと仮定した場合、帯方郡の領土はやけに細長い形になるので、岡田英弘は、帯方郡は黄海南道安岳郡から京畿道にかけての交易路に沿って、回廊状に7県がならんでいたと推定している。同様な回廊状の郡としては前漢代の玄菟郡があり、そちらは玄菟回廊ともよばれる。
帯方回廊の北端として岡田英弘は安岳郡は帯方郡の領域に含まれるが鳳山郡は含まれないとした。帯方郡の屯有県は「公孫康、屯有県以南の荒地を分けて帯方郡と為す」（『魏志韓伝』）とあるように当初は帯方郡に属していたが、『晋書地理誌』の掲げる帯方郡の7県には入ってはおらず、楽浪郡に入っている。つまり屯有県は楽浪郡と帯方郡の境にあり、はじめ帯方郡に属したが後に楽浪郡に移管している。

## 北帯方・南帯方
『三国遺事』によると帯方郡には南北の二つがあるという。実際の位置は北帯方が南、南帯方が北になる。南帯方は本来の帯方郡からみて南なので理解できるが、北帯方はどこから見て・なにと比べて「北」というのか不明。『三国遺事』が南北を逆に誤記しているとも考えられる。
- 北帯方

前漢が楽浪郡と同時に設置（紀元前108年）した郡で、その郡治は今の全羅南道羅州市にあった。これが正しいとすると漢四郡（楽浪・玄菟・臨屯・真番）は実は漢五郡だったことになる。その後（紀元前82年？）独立国を自称（帯方国）していたが、37年に高句麗に滅ぼされたという。
- 南帯方

魏（220年 - 265年）の時代に今の全羅北道南原市に郡治が置かれたという。これが正しいとすると魏が遼東の公孫氏を滅ぼしその楽浪郡と帯方郡を接収した238年以降のある時、魏は一時的にせよ帯方郡を大きく南へ移動させたことになる。このような史実は仮にあったとしても瞬間風速的なもので永続的なものではなく、候補として考えられる事件としては、魏が馬韓の反乱を鎮圧した245/246年の出来事かとも思われる。